# Zrinski

Zrinski, vplivna hrvaška plemiška rodbina.
Rodbina Zrinskih je od leta 1347 gospodarila na gradu Zrin na Zrinski gori in od tam z nakupi in dedovanji širila svoje posesti na ozemlje med Uno in spodnjo Kolpo. Člani rodbine so se skozi več generacij odlikovali v bojih proti Turkom, ki so po zavzetju Bosne (1463) začeli vpadati na njihove posesti. Pri tem se je najbolj izkazal grof Nikola IV., ki mu je za zasluge in povračilo vloženih lastnih sredstev kralj Ferdinand I. podelil Medžimurje. Nikola IV. je postal glavni vojaški poveljnik jugozahodnem delu Ogrske (desno od Donave). Z vztrajno obrambo Sigeta (s katero je zaustavil turško prodiranje proti Dunaju) in z junaško smrtjo si je pridobil svetovno slavo. Pomen in vpliv rodbine na družbena dogajanja na Hrvaškem je kasneje še naraščal in dosegel višek sredi 17. stoletja z bratoma Nikolo VII. in Petrom IV. Slednji je zaradi sodelovanja v neuspeli zaroti proti dunajskemu dvoru padel v nemilost pri habsburških oblasteh; bil je obsojen na smrt in usmrčen. Imetje vse rodbine Zrinskih je bilo zaplenjeno; dunajske oblasti so poskrbele, da sta v kratkem času umrla tudi preostala dva moška potomca rodbine.

## Uvod
Grofje Zrinski so potomci tistih grofov Šubić-Bribirskih, ki so ob začetku vladanja ogrsko-hrvaškega kralja Ludvika I. gospodarili na gradu Ostrovica v zaledju Zadra. Ludvik I. je na vsak način hotel pridobiti utrdbo zase, da bi jo vključil v obrambni sistem proti Beneški republiki. Prisilil je Gregorja V. Šubić-Bribirskega, ki je ostroviško posest upravljal v imenu svojega mladoletnega nečaka Jurija III., da je v nečakovem imenu trdnjavo odstopil kralju, v zameno pa sprejel v dedno last (s privilegijem z dne 31. julija 1347) utrjeno trdnjavo Zrin na Zrinski gori v  spodnjem Pounju (v tedanji srednjeveški Slavoniji). Jurij III. Šubić-Bribirski je tako postal kot Jurij I. Zrinski praoče grofov Zrinskih.
Zrinski so ohranili svoje ime tudi potem, ko so jih Turki pregnali iz Zrina in so vladali iz Čakovca v Medžimurju, ki so ga dobili od kralja Ferdinanda I. za zasluge v bojih proti Turkom in kot povračilo za lastna sredstva, ki so jih vložili v ta boj.

## Delovanje z gradu Zrin
Zrinski so iz Zrina širili svoje posesti na območje med Uno in spodnjo Kolpo. V širšem okolju so se začeli ponovno uveljavljati dobrih sto let kasneje, ko so Turki leta 1463 zavzeli Bosno in začeli vpadati na njihova ozemlja. Skozi več rodov so se izkazali kot hrabri borci proti Turkom, vendar teh  zaradi nezadostne podpore iz cesarstva niso mogli zaustaviti.
Obenem so gradili svoje gospodarstvo v Gvozdanskem pod Zrinsko goro, kjer so našli rudo z dragocenimi kovinami iz začeli pridobivati predvsem srebro. Nikola III. (*1489, †1534) je od leta 1521 koval lasten srebrn denar. Leta 1509 je sklenil dedno pogodbo s svojim svakom Ivanom Karlovićem (večkratnim hrvaškim banom iz rodu grofov Krbavskih) in po njej leta 1531 podedoval vse njegove posesti, ki jih dotlej še niso zavzeli Turki. Takšna razširitev zemljiških posesti, z velikim številom utrdb, ga je uvrstila med pomembne hrvaške plemiče, pristaše Ferdinanda I. Habsburškega, ki je bil leta  1527 izvoljen za hrvaškega kralja.
Nikola IV. (*1508, †1566), sin Nikole III., kljub temu da je bil hraber bojevnik, ni uspel pred turškimi napadi ubraniti svojega imetja v spodnjem Pounju. Najpomembnejša trdnjava v obrambnem sistemu meje, Kostajnica, je padla leta 1556.  Na osnovi darilne listine Ferdinanda I. je leta 1541 skupaj z bratom Ivanom prevzel posesti Vranskega priorata in leta 1546, kot povračilo za lastna sredstva vložena v obrambo dežele, še Medžimurje, ki mu je od vseh posesti prinašalo največje dohodke. Poročen s Katarino, sestro Štefana Ozaljskega, je postal dedič zadnjega potomca ozaljskege veje  Fankopanov in s tem gospodar Ozalja in nekaterih mest v Hrvaškem Primorju, od katerih se je Bakar kmalu razvil v najpomembnejše zunanjetrgovinsko pristanišče Zrinskih.
Nikola IV. je bil v letih 1542-57 hrvaški ban in se kot tak večkrat izkazal v bojih s Turki. Leta 1561 je prevzel položaj poveljnika Sigeta in kmalu za tem položaj glavnega ogrskega vojaškega poveljnika na desni strani Donave. Z enomesečnim branjenjem obleganega Sigeta je zaustavil Turke na poti proti Dunaju. 7. septembra 1566 je s preostankom posadke napadel oblegovalce in skupaj s svojimi ljudmi padel. Kasneje so ga poimenovali "slovanski Leonidas".

## Delovanje iz Čakovca in Ozalja
Po turškem zavzetju Bihaća (1592) se je hrvaško-turška razmejitvena črta prenesla z Une na Kolpo  Zrinski so izgubili vse svoje stare posesti med Uno in Kolpo z rudniki srebra vred. Z nakupi in družinskimi vezmi so si hitro pridobivali nova, tako da so bile njihove posesti v začetku 17. stoletja po obsegu, številu prebivalcev, gospodarski in vojaški moči prava država v državi. Velikanske dajatve tlačanov v denarju so prinašale bogastvo; Zrinski pa so  razvili tudi močno gospodarstvo: ob poljedelskih dejavnostih so posedovali žage, livarno in kovnico železa z 200 kovači, številne mline, trgovine, kobilarno; preko pristanišča Baker so se neposredno vključili v evropske trgovske tokove. Svojo rezidenco so prenesli v Čakovec in Ozalj na Kolpi. 
Sin sigetskega junaka, Jurij IV. (*1549, †1603), je bil glavni hrvaško-ogrski kraljevi zakladnik. Prestopil je v protestantizem in razen pavlincev v Sveti Jeleni, kjer se je nahajala družinska grobnica Zrinskih, pregnal iz Medžimurja vse katoliške duhovnike. Izdal je tudi nekaj protestantskih knjig.
Protestantizmu sta bila sprva naklonjena tudi Jurajeva sinova Nikola VI. (*~1570, †1625)  in Jurij V. (*1599, †1626), od katerih se je prvi v hrvaškem saboru zavzemal za svobodo veroizpovedi in bil leta 1620 v ogrskem parlamentu izbran za "branilca" protestantov med Donavo in Dravo. A je ogrskemu primasu Petru Pázmányju uspelo oba spreobrniti nazaj v katoliško vero. Jurij V. je bil v letih 1622-26 hrvaški ban in je s 1200 konjeniki sodeloval v tridesetletni vojni. Umrl je decembra 1626 v Bratislavi, menda zastrupljen zaradi zavisti glavnega cesarskega poveljnika Albrechta von Wallensteina. Zapustil je dva mladoletna sinova, Nikolo VII. (*1620, †1664)  in Petra IV. (*1621, †1671).
Oba sinova sta v tujini študirala humanistične vede, razvila dobre odnose z ogrskim plemstvom in se odlikovala v bojih proti Turkom. Nikola VII. je na cesarjev poziv leta 1646 sodeloval in se odlikoval v zaključnih bitkah tridesetletne vojne proti Švedom. Oba sta bila pesnika in hrvaška bana. Nikola je na sotočju Mure in Drave zgradil trdnjavo Novi Zrin, ki naj bi varovala Medžimurje pred turškimi napadi.

## Višek vpliva na družbeno življenje Hrvaške
V času Nikole VII. in Petra IV. je bila rodbina Zrinskih (ob zadnjem potomcu nekdaj razvejane rodbine Frankopanov, Franu Krstu Frankopanu, katerega sestra Ana Katarina je bila poročena s Petrom  Zrinskim) še edina preostala rodbina starega hrvaškega plemstva. Ker je imela velike posesti tudi na Ogrskem, je imela izjemno pomembno vlogo v javnem življenju na Hrvaškem in Ogrskem. Za tedanjo hrvaško družbo sta bila Nikola in Peter tako simbolna kot dejanska nosilca državnopravnih izročil Hrvaške, teženj njenih političnih ljudi, torej plemstva, po čim popolnejši samostojnosti. Nezadovoljna sta bila s politiko Dunaja, ki je zlasti od prihoda Leopolda I. na prestol težila k vse večji centralizaciji in načrtno omejevala banovo oblast. Dunajski dvor je kljub temu, da so imele združene vojaške sile cesarstva (vključno z zrinskimi) na bojišču pobudo, avgusta 1664 brez njunega sodelovanja in znanja sklenil s Turki v Vasvárju mir, ki je Turkom zagotavljal ozemeljsko stanje izpred začetka vojskovanja. Nikola se je kmalu po tem, v novembru, smrtno ponesrečil na lovu.

## Propad rodbine kot posledica sodelovanja v Zrinsko-frankopanski zaroti
S sklenitvijo "sramotnega miru" je dvor ponovno pokazal brezbrižnost do problemov Hrvatov in Madžarov, kar je Petra, ki je po bratovi smrti postal hrvaški ban, še utrdilo v vztrajanju pri zaroti, ki so jo proti dunajskemu dvoru mačrtovali skupaj s svakom Franom Krsto Frankopanom, Ivanom Erazmom Tattenbachom in nekaterimi ogrskimi enako mislečimi plemiči. Uporni plemiči so iskali podporo pri francoskem kralju Ludviku XIV. in se skušali pogovarjati tudi s Turki. Ko so se vse možnosti pomoči pokazale za nične, so se sklenil upreti sami. Toda osamljena žarišča zarote je dvor, ki je bil o pripravah sproti obveščan, v kali zatrl. Peter Zrinski in Krsto Frankopan sta sama odšla prosit na Dunaj za milost, vendar so ju tam prijeli in po dolgotrajni preiskavi obsodili na smrt; smrtno obsodbo so izvršili 30. aprila 1671 v Dunajskem Novem mestu. Vse njune velike posesti, t. j. velik del banske Hrvaške s celim Hrvaškim Primorjem, so tedaj prišle pod upravo krone. Usmrtili so tudi vse druge pomembne udeležence zarote.

Habsburška oblast je poskrbela, da so kmalu umrli tudi zadnji člane rodbine Zrinskih. Petrovo ženo in sestro Frana Krste Frankopana, Ano Katarino, ki je od vsega začetka aktivno sodelovala pri pripravljanju zarote, so zaprli v samostan v Grazu, kjer je umrla že novembra 1673. Petrov in Katarinin sin, Ivan IV. Anton Baltazar (*1651), je ostal na svobodi, vendar so ga avstrijske oblasti ves čas nadzorovale. Na začetku nove vojne proti Turkom leta 1683 so ga obtožili, da se skrivaj povezuje s sovražnikom. Vrgli so ga v temnico na Schlossbergu v Grazu, kjer je novembra 1703 umrl. Ker je bil Fran Krsto Frankopan zadnji v svojem rodu, je od moških obeh rodbin ostal samo še Adam Zrinski, sin Nikole VII., ki je umrl v bitki pri Slankamnu leta 1691, ubit s strelom v hrbet. 

## Družinsko drevo
I. (izvor družine)
A1: Šubić II. Pavel († julij 1346) ∞ Elizabeta Frankopanska († po 1347)
B1: Šubić IV. Jurij († 1361), Jurij I. Zrinski, glej  II.A1. spodaj!
II.
A1. Jurij I. Zrinski (Jurij IV. Šubić) († 1361 ), glej zgoraj pod I.B1.!
B1. Elizabeta I. ; ∞ Tomaž Krbavski
B2. Pavel I. , (* 1357 , † Zagreb , 1414 ); 1. ∞ NN; 2. ∞ N Elizabeta
C1. [1. ∞] Peter I. , ok.: 1408 - 40
D1. Henrik ("Imre", Mirko)
D2. Pavel II., *  1429 - 49 ; ∞ N Katalin
D3. Jurij II., *  1435 - 47
E/1. Mihael II.
D4. Martin
D5. Katarina I.
D6. Klara
D7. Margareta II.
D8. Ilka
D9. Peter II. Zrinski, * ok. 1435 , († Udbinja , 11. september 1493 , v bitki); 1. ∞ grofica Ilona Blagajska; 2. ∞ NN
E1. [1. ∞] Pavel III., *  1484 ; (†Udbinja, 11. september 1493 , v bitki) ∞ Doroteja Beriszló Grabarska
F/1. Mihael, († Mohač, 29. avgust 1526 v bitki )
E2. Jelena I. ; ∞ Ivan »Torquatus« Krbavski, Ban Hrvaške († 1531 )
E3. Margareta III.
E4. Bernard
E5. [2. ∞] Nikola III., (* 1489 , † Zrin , 1534 ); ∞ 1509 . grofica Jelena Karlović Krbavska;
F1. Jelena II., (†ok. 1561); ∞ 1527  Ferenc Tahi iz Tahvárja in Tarkeöja († 1573 )
F2. Margareta ; ∞ Ivan Alapi
F3. Ivan I. , (†Vinodol, 1541 )
F4. Jurij III., (* 1528  † 1547 )
F5. Peter III., † Dunaj, 1547
F6. Nikola IV., Ban Hrvaške, Slavonije in Dalmacije (* 1508 , † Siget v bitki 8. septembra 1566 ); 1. ∞ 1543 z grofico Katarino Frankopansko († 1561 ); 2. ∞ Eberava, 21. septembra 1564 z grofico Evo Rosenberško (* 12. april 1537 , † avgust 1591 ), glej spodaj, pod III.A1.!
C2. [1. ∞?] [2. ∞?] Nikola I. , † 1439
C3. [1. ∞?] [2. ∞?] Ana I.,
C4. [1. ∞?] [2. ∞?] Margareta I.
III.
A1. Nikola IV., Ban Hrvaške, Slavonije in Dalmacije (* 1508 , † Siget v bitki 8. septembra 1566 ); 1. ∞ 1543 z grofico Katarino Frankopansko († 1561 ); 2. ∞ Eberava, 21. septembra 1564 z grofico Evo Rosenberško (* 12. april 1537 , † avgust 1591 ), glej zgoraj pod II. F6.!
B1. [1. ∞] Ivan II., (* 14. september 1545 , † 1545 )
B2. [1. ∞] Jelena III., (* 11. december 1546 , † 1585 ); 1. ∞ 1560 . 7. januar Krištof Országh Guthi (* 1520 , † 19. oktober 1567 ); 2. ∞ Tapolčani, 1569 . 7. februar Štefan Balassa Gyarmati (†ok. 1584 )
B3. [1. ∞] Katarina II., (* 30. april 1548 , † Bytča, 26. april 1585 ); 1. ∞ Bojnice, 1562 . 21. junij Ferenc Thurzó iz Bethlenfalve († 12. marec 1576 ); 2. ∞ Bytča, 1576 . 24. junij Baron Ghymesi in Imre Gácsi Forgách
B4. [1. ∞] Jurij IV., kraljevi zakladnik, (* 13. april 1549 Čakovec, † Vép , 4. maj 1603 ); 1. ∞ grofica Ana D'Arco († 1570 ); 2. ∞ grofica Zofija Stubenberška
C1. [1. ∞] Nikola VI., († 24. marec 1625 ); ∞ grofica Ana Nádasdy iz Fogarasfölda (*ok. 1585 )
C2. [2. ∞] Jurij V., Ban Hrvaške, Slavonije in Dalmacije, (* Čakovec, 31. januar 1599 , † Bratislava , 18. december 1626 , zastrupljen); ∞ grofica Magdalena Széchy Rimaszécsi
D1. Nikola VII., Ban Hrvaške, Slavonije in Dalmacije, (* Ozalj , 1. maj 1620 , † Čakovec, 18. november 1664 ); 1. ∞ grad Praunek,  11. februar, 1646 z grofico Marijo Evzebijo Drašković Trakoščansko († 1650 ); 2. ∞ Dunaj  30. april 1652, z Zofijo Marijo Löbl († 1676 )
E1. [2. ∞] Marija Terezija Barbara (* 1655 , † 1658 )
E2. [2. ∞] Marija Katarina (* 1656 ) redovnica
E3. [2. ∞] Izak (* 1658 † 1659 )
E4. [2. ∞] Adam, (* Dunaj , 24. november 1662 , † Stari Slankamen, 19. avgust 1691 v boju); ∞ 1684  z grofico Marijo Katarino Lamberg
D2. Peter IV., Ban Hrvaške, Slavonije in Dalmacije, (* Vrbovec 6. junij 1621 , † Dunajsko Novo mesto, obglavljen 30. aprila 1671 ) ; ∞ 1643 z grofico Katarino Ano Frankopansko (* Bosiljevo , 1625 , † Gradec, 16. november 1673 )
E/1. Jelena IV., (* Ozalj , 1643 , † Nikomedija , 18. februar 1703 ); 1. ∞ Ferenc I. Rákóczi , knez Transilvanije (* 24. februar 1645 , † 8. julij 1676 ) ; 2. ∞ 1682 , Imre Thököly , transilvanski knez (* Késmárk , 25. september 1657 , † Nikomedija , 13. september 1705 )
E/2. Ivan Antun , (*Ozalj?, 1651 , †Gradec, 11. november 1703 ) zadnji član rodbine Zrinskih
E/3. Judit Petronella , (*Ozalj, 1652 , † Zagreb , 1699 ); nuna (sestra Clarissa)
E/4. Veronika Aurora , (*Ozalj, 1658 , † Celovec , 1735) redovnica reda sv.
C3. [2. ∞] Barbara II.
C4. [2. ∞] Elizabeta II.; ∞ Tomaž Erdődy
C5. [2. ∞] Suzana ; 1. ∞ Albert Lenković; 2. ∞ grof Nádasdi in Nikola Nádasdy iz Fogarasfölda
B5. [1. ∞] Doroteja (Dorica), († 1617 ); ∞ 1566 . 30. januar Batthyány Boldizsár († 1590 )
B6. [1. ∞] Uršula, (* 21. avgust 1552 , † 12. februar 1593 ); 1. ∞ Ivan Perényi; 2. ∞ Čakovec 1570 , Nikola Bánffy iz Gornje Lendave (* 1547 , †?)
B7. [1. ∞] Barbara I , (* 1547 ); ∞ Bojnice, 17. januar 1569 z Elek Thurzó Bethlenfalvi († 5. marec 1594 )
B8. [1. ∞] Margareta V. , (* 1555 , †ok. 1588 ); ∞ Eberava, 1569 . 9. januar Nikola Drugeth Homonnai (*ok. 1538 , † po 30. avgustu 1580 )
B9. [1. ∞] Magdalena ; 1. ∞ 1584 . 19. januar Štefan Telekessy; 2. ∞ grof Ivan Jakob von Thurn († 1597 )
B10. [1. ∞] Ana II., †mlada
B11. [1. ∞] Krištof , †mlad
B12. [1. ∞] Vuk (Volk) , †mlad
B13. [1. ∞] Nikola V. , (* 19. februar 1559 , † 1605 )
B14. [2. ∞] Ivan III., (* 1565 , †Hohenfurt, 24. februar 1612 ); ∞ Český Krumlov (Krumau) 1600  7. november Marija Magdalena Kolowratska.